# Patinage de vitesse sur piste courte aux Jeux olympiques de 2018 - 500 mètres femmes
Navigation
Sotchi 2014 Pékin 2022
L'épreuve féminine du 500 mètres de patinage de vitesse sur piste courte aux Jeux olympiques de 2018 a lieu les 10 février 2018 et 13 février 2018 au Palais des glaces de Gangneung.

## Médaillés
| Or                       | Argent                      | Bronze              |
| Arianna Fontana (Italie) | Yara van Kerkhof (Pays-Bas) | Kim Boutin (Canada) |

## Résultats

### Séries
Q — Qualifiée pour les quarts de finale
PEN — Pénalité
| Rang | Poule | Patineuse            | Pays            | Temps          | Notes |
| ---- | ----- | -------------------- | --------------- | -------------- | ----- |
| 1    | 1     | Kim Boutin           | Canada          | 43 s 634       | Q     |
| 2    | 1     | Natalia Maliszewska  | Pologne         | 43 s 725       | Q     |
| 3    | 1     | Lana Gehring         | États-Unis      | 43 s 825       |       |
| 4    | 1     | Lucia Peretti        | Italie          | 43 s 994       |       |
| 1    | 2     | Arianna Fontana      | Italie          | 43 s 214       | Q     |
| 2    | 2     | Andrea Keszler       | Hongrie         | 43 s 274       | Q     |
| 3    | 2     | Kathryn Thomson      | Grande-Bretagne | 1 min 08 s 896 |       |
| 4    | 2     | Suzanne Schulting    | Pays-Bas        | DNF            |       |
| 1    | 3     | Sofia Prosvirnova    | Russie (OAR)    | 43 s 376       | Q     |
| 2    | 3     | Yara van Kerkhof     | Pays-Bas        | 43 s 430       | Q     |
| 3    | 3     | Bianca Walter        | Allemagne       | 43 s 541       |       |
| 4    | 3     | Sumire Kikuchi       | Japon           | 44 s 838       |       |
| 1    | 4     | Elise Christie       | Grande-Bretagne | 42 s 872       | Q     |
| 2    | 4     | Qu Chunyu            | Chine           | 42 s 971       | Q     |
| 3    | 4     | Shim Suk-hee         | Corée du Sud    | 43 s 048       |       |
| 4    | 4     | Véronique Pierron    | France          | 43 s 148       |       |
| 1    | 5     | Fan Kexin            | Chine           | 43 s 350       | Q     |
| 2    | 5     | Maame Biney          | États-Unis      | 43 s 665       | Q     |
| 3    | 5     | Kim Alang            | Corée du Sud    | 43 s 724       |       |
| 4    | 5     | Anastassiya Krestova | Kazakhstan      | 43 s 821       |       |
| 1    | 6     | Martina Valcepina    | Italie          | 43 s 968       | Q     |
| 2    | 6     | Han Yutong           | Chine           | 43 s 719       | Q     |
| 3    | 6     | Tifany Huot-Marchand | France          | 44 s 659       |       |
| 4    | 6     | Jamie Macdonald      | Canada          |                | PEN   |
| 1    | 7     | Marianne St-Gelais   | Canada          | 43 s 437       | Q     |
| 2    | 7     | Anna Seidel          | Allemagne       | 43 s 742       | Q     |
| 3    | 7     | Lara van Ruijven     | Pays-Bas        | 43 s 771       |       |
| 4    | 7     | Magdalena Warakomska | Pologne         | 44 s 311       |       |
| 1    | 8     | Choi Min-jeong       | Corée du Sud    | 42 s 870       | Q     |
| 2    | 8     | Petra Jaszapati      | Hongrie         | 55 s 670       | Q     |
| 3    | 8     | Emina Malagich       | Russie (OAR)    | 56 s 830       |       |
| 4    | 8     | Charlotte Gilmartin  | Grande-Bretagne |                | PEN   |

### Quarts de finale
Q — qualifiée pour les demi-finales
PEN — Pénalité
| Rang | Quart de finale | Patineuse           | Nationalité     | Temps    | Notes |
| ---- | --------------- | ------------------- | --------------- | -------- | ----- |
| 1    | 1               | Arianna Fontana     | Italie          | 43 s 128 | Q     |
| 2    | 1               | Yara van Kerkhof    | Pays-Bas        | 43 s 197 | Q     |
| 3    | 1               | Natalia Maliszewska | Pologne         | 43 s 384 |       |
|      | 1               | Marianne St-Gelais  | Canada          |          | PEN   |
| 1    | 2               | Elise Christie      | Grande-Bretagne | 42 s 703 | Q     |
| 2    | 2               | Kim Boutin          | Canada          | 42 s 789 | Q     |
| 3    | 2               | Andrea Keszler      | Hongrie         | 43 s 053 |       |
| 4    | 2               | Anna Seidel         | Allemagne       | 44 s 325 |       |
| 1    | 3               | Sofia Prosvirnova   | Russie (OAR)    | 43 s 466 | Q     |
| 2    | 3               | Fan Kexin           | Chine           | 43 s 485 | Q     |
| 3    | 3               | Han Yutong          | Chine           | 43 s 627 |       |
| 4    | 3               | Maame Biney         | États-Unis      | 44 s 772 |       |
| 1    | 4               | Qu Chunyu           | Chine           | 42 s 954 | Q     |
| 2    | 4               | Choi Min-jeong      | Corée du Sud    | 42 s 996 | Q     |
| 3    | 4               | Martina Valcepina   | Italie          | 43 s 023 |       |
| 4    | 4               | Petra Jaszapati     | Hongrie         | 43 s 043 |       |

#### Demi-finales
QA — qualifiée pour la finale A
QB — qualifiée pour la finale B
PEN — Pénalité
ADV — Repêchée
| Rang | Demi-finale | Patineuse         | Nationalité     | Temps    | Notes |
| ---- | ----------- | ----------------- | --------------- | -------- | ----- |
| 1    | 1           | Choi Min-jeong    | Corée du Sud    | 42 s 422 | QA    |
| 2    | 1           | Arianna Fontana   | Italie          | 42 s 635 | QA    |
| 3    | 1           | Sofia Prosvirnova | Russie (OAR)    | 43 s 219 | QB    |
|      | 1           | Fan Kexin         | Chine           |          | PEN   |
| 1    | 2           | Yara van Kerkhof  | Pays-Bas        | 43 s 182 | QA    |
| 2    | 2           | Elise Christie    | Grande-Bretagne | 43 s 184 | QA    |
| 3    | 2           | Kim Boutin        | Canada          | 43 s 234 | ADV   |
| 4    | 2           | Qu Chunyu         | Chine           |          | PEN   |

#### Finale A
| Rang | Patineuse        | Nationalité     | Temps          | Notes |
| ---- | ---------------- | --------------- | -------------- | ----- |
| 1    | Arianna Fontana  | Italie          | 42 s 569       |       |
| 2    | Yara van Kerkhof | Pays-Bas        | 43 s 256       |       |
| 3    | Kim Boutin       | Canada          | 43 s 881       |       |
| 4    | Elise Christie   | Grande-Bretagne | 1 min 23 s 063 |       |
|      | Choi Min-jeong   | Corée du Sud    |                | PEN   |

### Finale B
La finale B est annulée puisqu'une seule participante était qualifiée pour celle-ci.